# Melodie van het zuiden
Melodie van het zuiden (Engels: Song of the South) is een Amerikaanse film die op 12 november 1946 in première ging. De film bevat een combinatie van live action en animatie en werd geproduceerd door Walt Disney. In deze film maakte het personage Broer Konijn zijn debuut.
Tot op de dag van vandaag bestaat er in de VS nog steeds grote controverse over deze film vanwege de Afro-Amerikaanse stereotypen.

## Boek
De film is gebaseerd op het boek Uncle Remus, His Songs and His Sayings: The Folk-Lore of the Old Plantation van Joel Chandler Harris uit 1880. Het boek telt 86 pagina's en werd oorspronkelijk uitgegeven in de Verenigde Staten van Amerika door Appleton and Company.

## Synopsis
De zeven jaar oude Johnny gaat samen met zijn ouders, John senior en Sally, op vakantie naar zijn grootmoeders plantage in Georgia. Bij aankomst komt hij erachter dat zijn ouders van plan zijn om te gaan scheiden en dat de vakantie niet is wat het lijkt, want hij gaat met zijn moeder op de plantage wonen en zijn vader keert terug naar Atlanta om daar verder te werken als journalist bij de plaatselijke krant. Johnny is van streek omdat zijn vader hen zomaar in de steek heeft gelaten en besluit hem die nacht stiekem achterna te reizen, met als enige bagage een knapzak met wat eten. Terwijl hij van de plantage wegsluipt, hoort hij opeens de stem van Oom Remus, een van de arbeiders op de plantage, die een groep mensen een verhaal aan het vertellen is over ene Br'er Rabbit (Broer Konijn). Hij verbergt zich achter een boom en luistert mee. Op dat moment komen mensen aan Remus vragen of hij soms de weggelopen Johnny heeft gezien en Remus vertelt hen dat de jongen bij hem thuis is. Hij gaat onmiddellijk op zoek, vindt Johnny huilend op een boomstronk en neemt hem mee naar zijn hut waar hij hem wat te eten aanbiedt.
Terwijl Remus aan het koken is, vertelt hij Johnny een verhaal over Broer Konijn waarin deze probeert weg te lopen van huis. Het verhaal wordt verteld als tekenfilm-intermezzo. Het verstopte advies is dat weglopen geen oplossing biedt en zo haalt hij Johnny over om zijn plan te laten varen en kan hij hem veilig bij zijn moeder afleveren. Op de plantage sluit Johnny vriendschap met een kleine zwarte jongen, Toby, die op de plantage woont en Ginny Favers, een blank meisje van arme ouders die in de buurt wonen. Ginny's twee oudere broers, Joe en Jake, pesten Ginny en Johnny echter als ze de kans maar krijgen. Als Ginny haar vriend Johnny een puppy geeft die haar broers hadden willen verdrinken, ontstaat een gevecht tussen de drie jongens. Thuisgekomen hoort Johnny van zijn moeder dat hij de pup niet mag houden en ontroostbaar neemt hij het hondje mee naar Oom Remus en vertelt hem over zijn problemen. Oom Remus ontfermt zich over het hondje en vertelt aan Johnny en zijn twee vrienden Ginny en Toby het verhaal van Broer Konijn en de pop van teer, dat als boodschap heeft dat je je beter niet kan bemoeien met zaken die je niet aangaan en dat je mensen die het niet goed met je voor hebben in de maling kunt nemen door ze te vragen niet te doen wat je juist van ze gedaan wilt krijgen.
Johnny neemt het advies ter harte en vraagt de broers Favers om absoluut niet te vertellen aan hun moeder wat ze met de hond hebben gedaan. De broers doen het dan juist wel en krijgen hier van hun moeder een pak slaag voor. Woedend gaan de jongens naar de plantage en vertellen Johnny's moeder dat Oom Remus stiekem het hondje heeft opgevangen. Boos op Remus verbiedt Johnny's moeder vervolgens hem nog meer verhalen aan haar zoon te vertellen. Op de dag van zijn verjaardag haalt Johnny Ginny op om haar mee te nemen naar zijn verjaardagsfeestje. Ginny heeft een nieuwe feestjurk gekregen die haar moeder voor haar gemaakt heeft van haar eigen trouwjurk. Op weg naar Johnny's huis komen ze Ginny's oudere broers tegen, die ruzie zoeken. Ginny wordt door hen in de modder gegooid en haar mooie jurk is helemaal vies en verruïneerd zodat ze niet langer naar het feest wil gaan. Ook Johnny wil niet meer gaan omdat zijn vader niet aanwezig zal zijn.
Oom Remus ontdekt de twee kinderen en vrolijkt ze op door hun het verhaal te vertellen van Broer Konijn en zijn lachplek. Als hij ze daarna zo ver heeft dat ze met hem meegaan naar de plantage, komt zijn moeder Sally hen tegemoet. Ze is boos op haar zoontje omdat hij niet op zijn eigen feestje was. Ginny vertelt dat Remus ze een verhaal heeft verteld en Sally is daarover zo boos dat ze hem verbiedt haar zoon nog te zien. Remus is teleurgesteld dat zijn goede bedoelingen niet worden begrepen en besluit zijn knapzak te pakken en te verhuizen naar Atlanta. Als Johnny Remus ziet vertrekken in de verte wil hij hem tegenhouden. In zijn haast om hem te bereiken snijdt hij een stuk weg af en rent door een weiland waar hij op de horens genomen wordt door een stier en zwaargewond geraakt. Terwijl hij thuis in bed tussen leven en dood zweeft, komt zijn vader terug en verzoent zich met zijn vrouw. Maar Johnny vraagt op zijn ziekbed om Oom Remus te zien, die in alle commotie is teruggekeerd. Hij vertelt Johnny nogmaals het verhaal over Broer Konijn en de lachplek en de jongen herstelt volkomen.
Zijn ouders realiseren zich nu pas hoe belangrijk Remus voor het jongetje is. De film eindigt met een compleet herstelde Johnny die samen met zijn vrienden en Remus, en omringd door de tekenfilmfiguren, zingend over de heuvelweg wandelt.

## Rolverdeling
| Acteur            | Personage                    |
| ----------------- | ---------------------------- |
| James Baskett     | Uncle Remus / stem Br'er Fox |
| Bobby Driscoll    | Johnny                       |
| Luana Patten      | Ginny Favers                 |
| Ruth Warrick      | Sally                        |
| Lucile Watson     | grootmoeder                  |
| Hattie McDaniel   | Aunt Temptie                 |
| Glenn Leedy       | Toby                         |
| George Nokes      | Joe Favers                   |
| Gene Holland      | Jake Favers                  |
| Erik Rolf         | John                         |
| Mary Field        | Mrs. Favers                  |
| Anita Brown       | maid                         |
| Nicodemus Stewart | stem van Br'er Bear          |
| Johnny Lee        | stem van Br'er Rabbit        |

## Nederlandse Stemacteurs[2]
| Acteur             | Personage    |
| ------------------ | ------------ |
| Otto Sterman       | Oom Remus    |
| Frits Waterman     | Johnny       |
| Joan Drenthe       | Cloe & Pearl |
| Sophie Stein       | Doshy        |
| Eddy Poolmann      | Kikker       |
| Cruys Voorbergh    | Broer Beer   |
| Harry Bronk        | Broer Konijn |
| Fons Rademakers    | Broer Vos    |
| Mela Soesman       | Sally        |
| Ger Ruiter         | Maw Favours  |
| Jerome van Eerssel | Toby         |
| Ninie Bergsma      | Jake         |
| Jan Retel          | Joe          |
| Pim Dikkers        | John         |
| Mevr. Van Eerssel  | Tempy        |
| Marianne Sips      | Sally        |